# Placówka Straży Celnej „Okopy św. Trójcy”

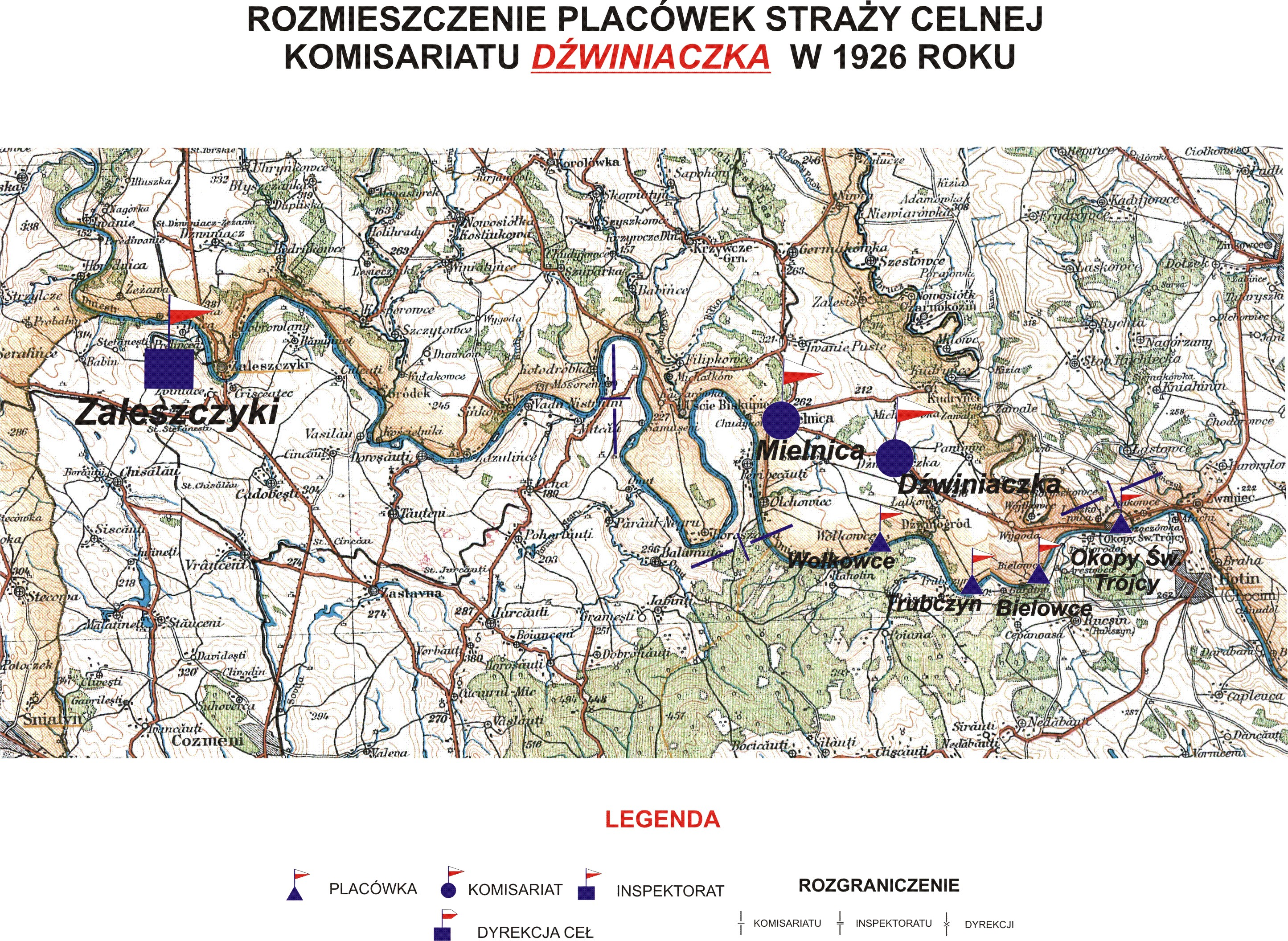
Rozmieszczenie placówek SC komisariatu "Dźwiniaczka" w 1926

Placówka Straży Celnej „Okopy św. Trójcy” – jednostka organizacyjna Straży Celnej pełniąca w okresie międzywojennym służbę ochronną na granicy polsko-rumuńskiej.

## Formowanie i zmiany organizacyjne
Na wniosek Ministerstwa Skarbu, uchwałą z 10 marca 1920 roku, powołano do życia Straż Celną. Jednostki Straży Celnej rozpoczęły przejmowanie odcinków granicy od pododdziałów Batalionów Celnych. W 1921 roku w Kudryńcach stacjonował sztab 2 kompanii 22 batalionu celnego. Kompania wystawiała między innymi placówkę w Okopach Św. Trójcy. W 1922 roku w Wołkowcach stacjonował sztab 4 kompanii 22 batalionu celnego. Kompania wystawiała między innymi placówkę w Okopach Św. Trójcy. Proces tworzenia Straży Celnej trwał do końca 1922 roku. Placówka Straży Celnej „Okopy św. Trójcy” weszła w podporządkowanie komisariatu Straży Celnej „Dźwiniaczka” z Inspektoratu SC „Zaleszczyki”.
W drugiej połowie 1927 roku przystąpiono do gruntownej reorganizacji Straży Celnej. W praktyce skutkowało to rozwiązaniem tej formacji granicznej. Ochronę północnej, zachodniej i południowej granicy państwa przejęła powołana z dniem 2 kwietnia 1928 roku Straż Graniczna.  W strukturach nowo powstałej formacji placówki „Okopy św. Trójcy” nie odtworzono.
Jeszcze wcześniej, z dniem 1 listopada 1927 roku Inspektorat Straży Celnej „Zaleszczyki”, w tym komisariat SC „Dzwiniaczka” został rozwiązany, a  rejon odpowiedzialności komisariatu został przekazany pododdziałom Korpusu Ochrony Pogranicza .

## Funkcjonariusze placówki
Kierownicy placówki
| stopień    | imię i nazwisko, numer | okres pełnienia służby | kolejne stanowisko |
| ---------- | ---------------------- | ---------------------- | ------------------ |
| przodownik | Julian Zgłobisz (212)  | był w 1926             |                    |

Obsada personalna placówki w 1926:
- przodownik Julian Zgłobisz (212)
- starszy strażnik Jan Buczak (1542)
- strażnik Stanisław Chuchra (1526)
- strażnik Władysław Gomółka (1537)
- strażnik Franciszek Walczak (1446)
- strażnik Józef Marcinek (1732)
- strażnik Jan Jędrzejczyk (1531)
- strażnik Władysław Ostrogórski (1534)